# Egérszínű darázscincér
Az egérszínű darázscincér (Xylotrechus rusticus) a cincérfélék családjába tartozó, Eurázsiában honos, lombos fákon élő bogárfaj. 

## Megjelenése
Az egérszínű darázscincér testhossza 10-21 mm. Előhátának szélessége nagyobb a hosszánál, oldalt erősen kiszélesedik; szárnyfedőinek oldalvonalai kissé végig keskenyednek. Teste fekete vagy feketésbarna, csápjai és lábai világosabbak. A szárnyfedők alapszíne sötét (ismert sárgásbarna színváltozat is), de négy elmosódott, cikkcakkos, fehéresszürke keresztsáv húzódik rajta; az utolsó már a csak a szárnyfedők csúcsán. Az előtoron négy elmosódott, szürkésfehér hosszanti csík található. A homloklécek hátul párhuzamosak, elöl kissé összetartók, de nem futnak össze hegyben.

## Elterjedése és életmódja
Eurázsiában honos, az Ibériai-félszigettől egészen Japánig. Magyarországon a hegy- és dombvidékeken elterjedt, nem ritka faj. 
Lárvája főleg nyár (de fűz, bükk, hárs, szil, nyír, stb. is) beteg, kiszáradóban lévő vagy már elhalt, kidőlt vagy kivágott törzsében, vastag ágaiban él. Galériáinak alakja igen változatos és függ a tápnövénytől is: keményfában szabálytalan járatokat rág a kéreg és a szijács között, míg puhafában a galériák hosszabbak és hajlamosabb a faanyagba is behatolni. Fejlődése egy-két évig tart. Az imágó május végétől szeptember elejéig rajzik, többnyire a tápnövényén - főleg napfénynek kitett fákon - tartózkodik. 

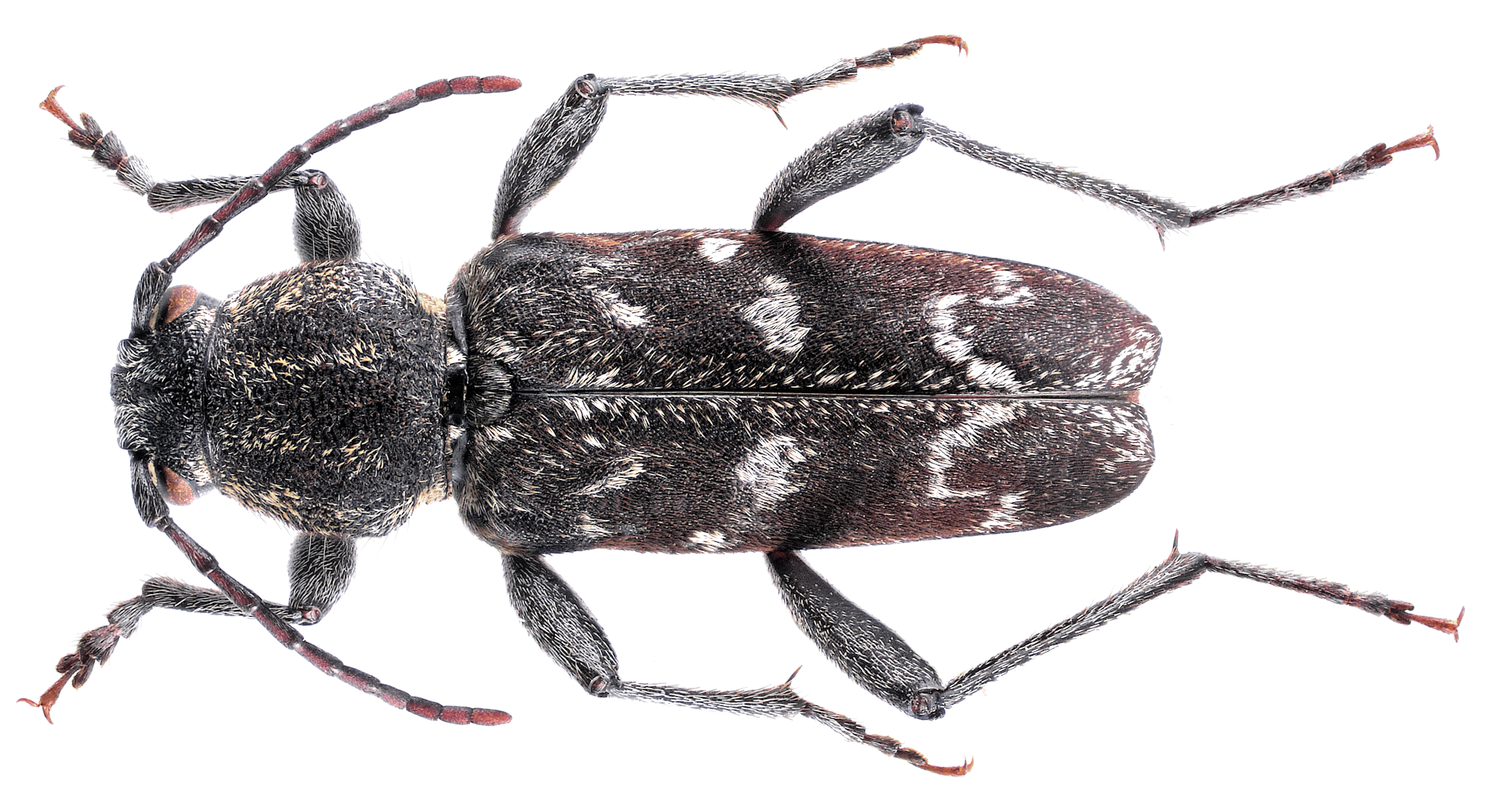
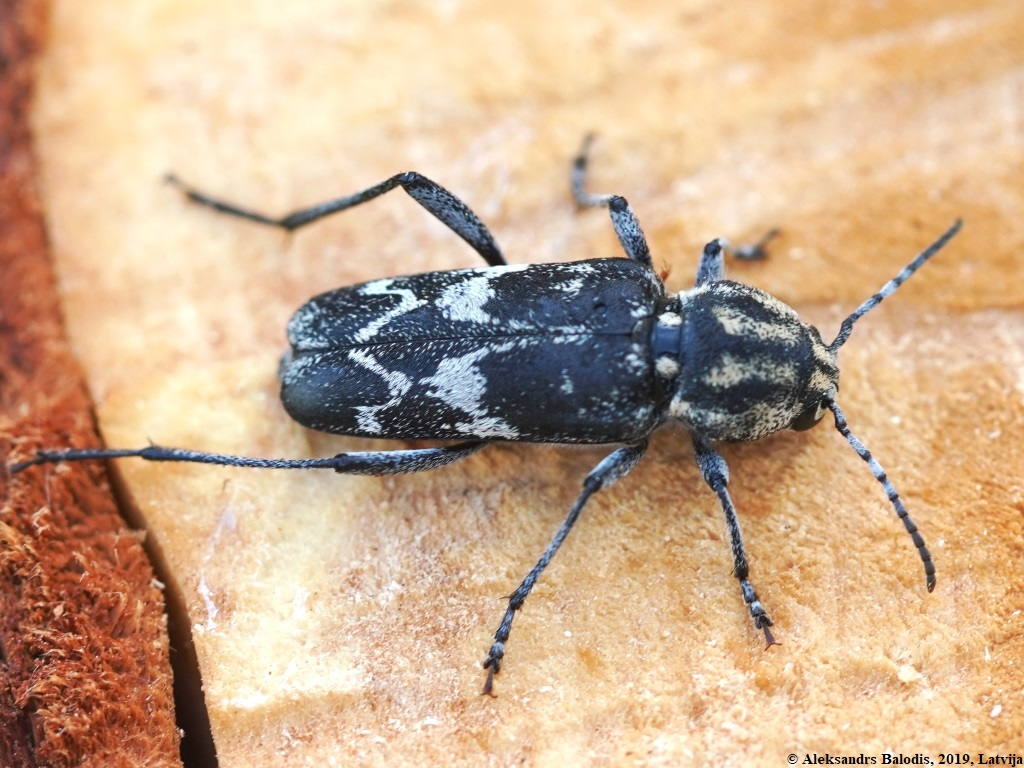
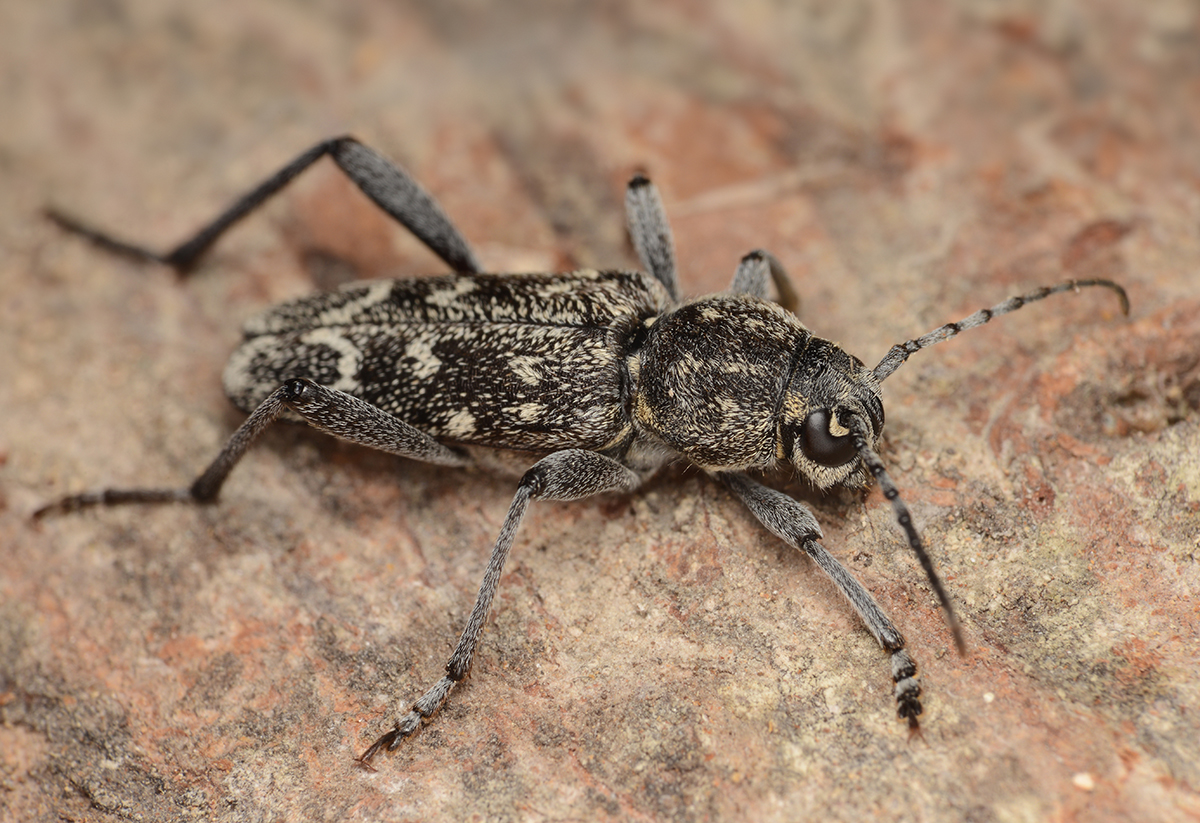
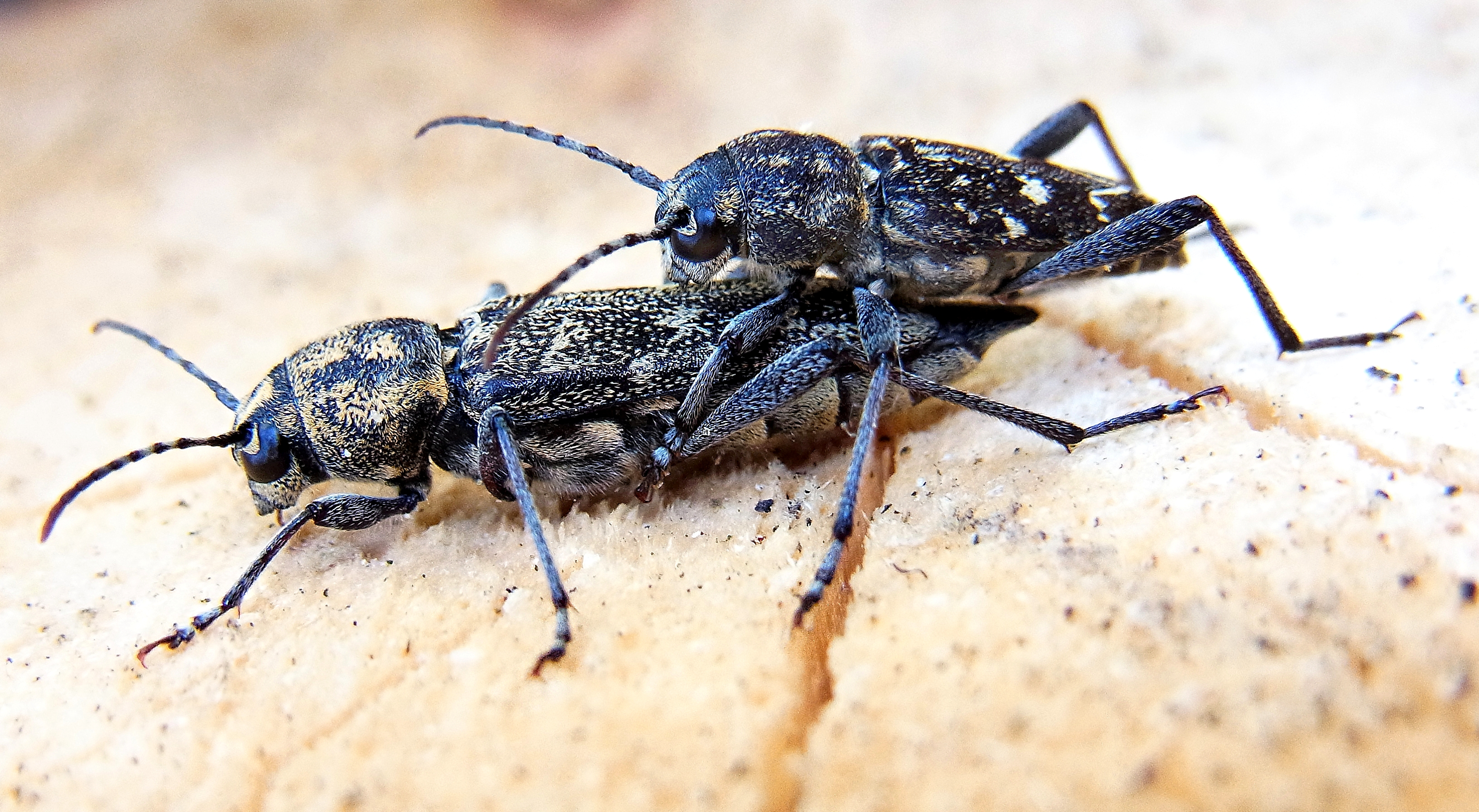
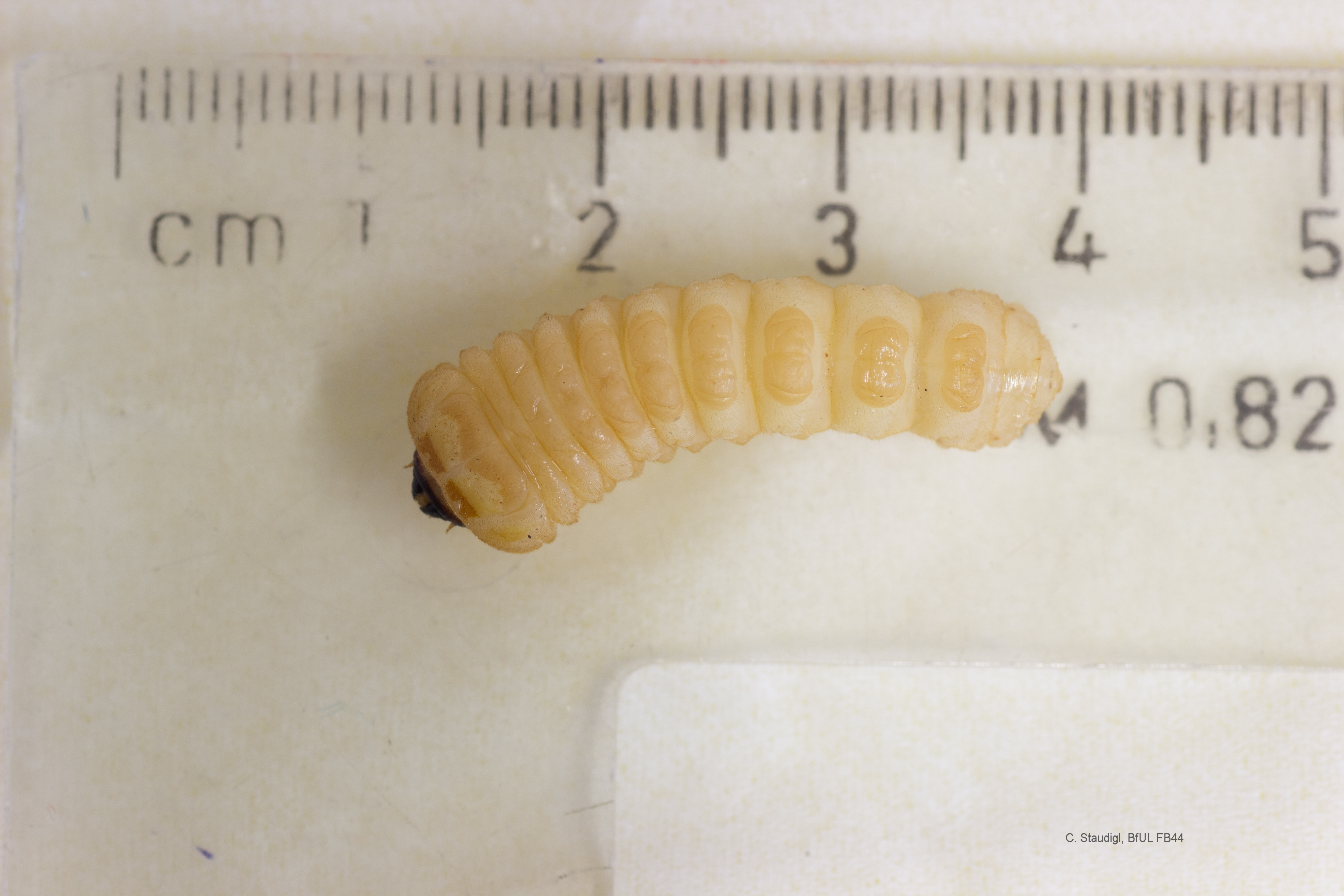

Magyarországon nem védett.